# Jaunay-Clan
Jaunay-Clan è un comune francese di 5 988 abitanti situato nel dipartimento della Vienne nella regione della Nuova Aquitania.

## Società

### Evoluzione demografica
Abitanti censiti